# Кобелев, Аркадий Васильевич
Аркадий Васильевич Кобелев (1915—1966) — старшина Советской Армии, участник Великой Отечественной войны, Герой Советского Союза (1945).

## Биография
Аркадий Кобелев родился 23 января 1915 года в деревне 2-я Чернушка (ныне — Октябрьский район Костромской области) в семье крестьянина. С 1933 года вместе с семьёй проживал в посёлке Сионский (на территории современного Мошковского района Новосибирской области). Окончил школу-семилетку, после чего работал в колхозе бригадиром, счетоводом, затем секретарём, председателем исполкома Пермского сельсовета Мошковского района. В 1942 году Кобелев был призван на службу в Рабоче-крестьянскую Красную Армию. С января 1944 года — на фронтах Великой Отечественной войны. В боях три раза был ранен.
К январю 1945 года гвардии сержант Аркадий Кобелев был помощником командира взвода 26-го гвардейского воздушно-десантного полка 9-й гвардейской воздушно-десантной дивизии 5-й гвардейской армии 1-го Украинского фронта. Отличился во время освобождения Польши. 12 января 1945 года Кобелев участвовал в прорыве немецкой обороны в районе населённого пункта Стопница к востоку от города Буско-Здруй, выбив противника из одной из траншей. Во время отражения контратаки противника в районе населённого пункта Прусы он уничтожил 2 бронетранспортёра, а затем, заменив собой погибшего командира взвода, уничтожил несколько десятков вражеских солдат и офицеров, захватил опорный пункт противника. В том бою Кобелев получил тяжёлое ранение, но продолжал сражаться.
Указом Президиума Верховного Совета СССР от 27 июня 1945 года за «образцовое выполнение боевых заданий командования на фронте борьбы с немецкими захватчиками и проявленные при этом мужество и героизм» гвардии сержант Аркадий Кобелев был удостоен высокого звания Героя Советского Союза с вручением ордена Ленина и медали «Золотая Звезда» за номером 8859.
В 1946 году в звании старшины Кобелев был демобилизован. Проживал в посёлке Мошково Новосибирской области, работал сначала заведующим отделом животноводства Мошковского райисполкома, затем, после окончания Новосибирской областной партийной школы был уполномоченным Министерства заготовок СССР по Мошковскому району. Скончался 7 марта 1966 года, похоронен в Мошково.
Был также награждён орденом Красной Звезды и рядом медалей.
В честь Кобелева названа улица в Мошково.